# Takács József (újságíró)
Takács József (Vágfarkasd, 1929. július 7. – Washington, 2013. november 28.) újságíró, rádiószerkesztő, az Amerika Hangja rádióállomás magyar osztályának egykori igazgatója.

## Pályafutása
Elemi iskolai tanulmányait szülőfalujában végezte, középiskolai tanulmányait az érsekújvári gimnáziumban kezdte el. A csehszlovák nemzetállam megteremtését célul kitűző, "lakosságcserének" nevezett erőszakos kitelepítések keretén belül családját 1947-ben Magyarországra telepítették. 1950-ig Tótkomlóson élt, majd a Budapesti Szerszámgépgyárban dolgozott.
1956-tól az Esti Budapestnél újságíróként tevékenykedett. Magyarországot 1956. november 4-én hagyta el, Ausztriába menekült, majd az Egyesült Államokba vándorolt ki. 1958-ban az Oregoni Egyetem történelem szakán folytatta tanulmányait, ahol 1962-ben szerezte meg diplomáját. 1964-től Washington-ban élt, az Amerika Hangja rádióállomás munkatársa volt, ahol 1969-től a magyar osztály vezetőjének helyettesi tisztségét, majd 1972-től a magyar osztály igazgatói tisztségét töltötte be 1988-ig, ezt követően pedig az európai részleg programigazgatói tisztségét. Ezen tisztségéből vonult nyugdíjba 1994-ben.

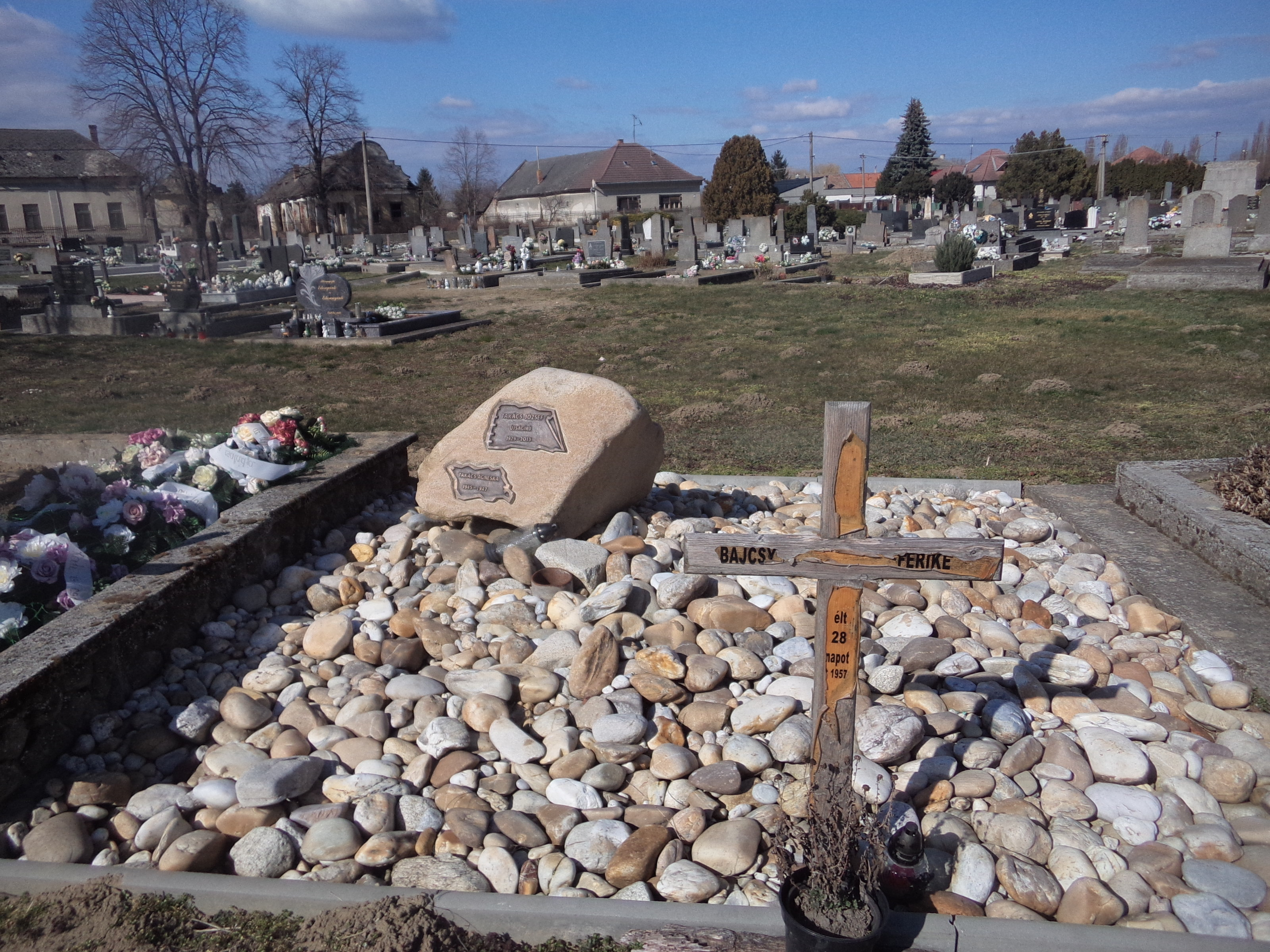
Sírhelye Vágfarkasdon

## Művei
Többek között a vágfarkasdi Forcas újságba írt rövid cikkeket.
- 2020 Márciusi üzenet a farkasdi fiatalokhoz. In: Restár János: Forcas Almanach.
- 2020 Karácsonyi üdvözlet. In: Forcas Almanach.
- 2020 Dávid harcolt Góliát ellen. In: Forcas Almanach.
- 2020 Az anyanyelv tisztelete. In: Forcas Almanach.